# Hyphus
Hyphus is een kevergeslacht uit de familie van de boktorren (Cerambycidae). De wetenschappelijke naam van het geslacht werd voor het eerst geldig gepubliceerd in 1869 door Lacordaire.

## Soorten
Hyphus omvat de volgende soorten:
- Hyphus apicalis Pascoe, 1869
- Hyphus aurantiacus Lacordaire, 1869
- Hyphus lourensi Vives, 2009
- Hyphus subvittatus Holzschuh, 2006